# Qualificazioni al campionato mondiale maschile di pallavolo 2018 (NORCECA)
Le qualificazioni nordamericane al campionato mondiale di pallavolo maschile 2018 si sono svolte dal 10 al 12 novembre 2017: al torneo hanno partecipato quattro squadre nazionali nordamericane e due si sono qualificate al campionato mondiale 2018.

## Regolamento

### Formula
Le squadre hanno disputato un'unica fase con formula del girone all'italiana.

### Criteri di classifica
Se il risultato finale è stato di 3-0 sono stati assegnati 5 punti alla squadra vincente e 0 a quella sconfitta, se il risultato finale è stato di 3-1 sono stati assegnati 4 punti alla squadra vincente e 1 a quella sconfitta, se il risultato finale è stato di 3-2 sono stati assegnati 3 punti alla squadra vincente e 2 a quella sconfitta.
L'ordine del posizionamento in classifica è stato definito in base a:
- Numero di partite vinte;
- Punti;
- Ratio dei set vinti/persi;
- Ratio dei punti realizzati/subiti;
- Risultati degli scontri diretti.

## Squadre partecipanti
- Cuba
- Guatemala
- Messico
- Porto Rico

## Torneo

### Risultati
| 10 novembre 2017 Sala 19 de Noviembre, Pinar del Río Durata: 1h:23 - Spettatori: 500   | Porto Rico | 3 - 0 | Messico    | 25-12, 25-21, 25-21 |
| 10 novembre 2017 Sala 19 de Noviembre, Pinar del Río Durata: 1h:10 - Spettatori: 500   | Cuba       | 3 - 0 | Guatemala  | 25-15, 25-15, 25-18 |
| 11 novembre 2017 Sala 19 de Noviembre, Pinar del Río Durata: 1h:16 - Spettatori: 500   | Porto Rico | 3 - 0 | Guatemala  | 25-19, 25-20, 25-18 |
| 11 novembre 2017 Sala 19 de Noviembre, Pinar del Río Durata: 1h:21 - Spettatori: 400   | Cuba       | 0 - 3 | Messico    | 17-25, 23-25, 23-25 |
| 12 novembre 2017 Sala 19 de Noviembre, Pinar del Río Durata: 1h:17 - Spettatori: 300   | Messico    | 3 - 0 | Guatemala  | 25-14, 25-20, 25-22 |
| 12 novembre 2017 Sala 19 de Noviembre, Pinar del Río Durata: 1h:36 - Spettatori: 1 000 | Cuba       | 3 - 0 | Porto Rico | 25-21, 25-22, 30-28 |

### Classifica
| Pos | Squadra    | Pt | G | V | P | SV | SP | Ratio | PF  | PS  | Ratio |
| --- | ---------- | -- | - | - | - | -- | -- | ----- | --- | --- | ----- |
| 1   | Porto Rico | 10 | 3 | 2 | 1 | 6  | 3  | 2.000 | 221 | 191 | 1.157 |
| 2   | Cuba       | 10 | 3 | 2 | 1 | 6  | 3  | 2.000 | 218 | 194 | 1.124 |
| 3   | Messico    | 10 | 3 | 2 | 1 | 6  | 3  | 2.000 | 204 | 194 | 1.052 |
| 4   | Guatemala  | 1  | 3 | 0 | 3 | 0  | 3  | 0.000 | 161 | 225 | 0.716 |

## Classifica finale
| Pos | Squadra    | Rosa |
| --- | ---------- | --- |
| 1   | Porto Rico | Formazione: 1 Rosario, 6 Pérez, 7 Ruiz, 8 Burgos, 10 Cruz, 12 López, 14 Román, 15 Núñez, 19 Ortíz, 20 Cosme, 22 Rivera, 23 Molina, 24 Cabrera, CT Hernández                                          |
| 2   | Cuba       | Formazione: 1 Massó, 2 Melgarejo, 3 Yant, 4 Jiménez, 5 Concepción, 6 Sandoval, 7 García, 9 Osoria, 10 Gutiérrez, 11 Taboada, 14 Goide, 15 Albo, 18 López, 19 Salazar, CT Vives                       |
| 3   | Messico    | Formazione: 1 Vargas, 2 Ceballos, 3 Garay, 4 Ruiz, 5 J. Rangel, 10 P. Rangel, 11 Barajas, 12 Jos. Martínez, 14 Jon. Martínez, 16 Chávez, 17 Orellana, 18 A. Martínez, 20 Duarte, 23 Moreno, CT Azair |
| 4   | Guatemala  | Formazione: 1 Nery, 2 López, 3 Chacón, 4 Menéndez, 6 E. Pineda, 7 Ruano, 8 Santa Cruz, 9 J. González, 10 Mendoza, 12 T. Pineda, 13 Colindres, 14 Chinchilla, 15 Aragón, 16 Ralón, CT Lucas           |

|  | Qualificata al campionato mondiale 2018 |

## Premi individuali
| Premio                | Nome               | Squadra    |
| --------------------- | ------------------ | ---------- |
| MVP                   | Ángel Pérez        | Porto Rico |
| Miglior realizzatore  | Daniel Vargas      | Messico    |
| Miglior servizio      | Pedro Rangel       | Messico    |
| Miglior difesa        | Josué Rivera       | Porto Rico |
| Miglior ricezione     | Jesús Rangel       | Messico    |
| Miglior palleggiatore | Pedro Rangel       | Messico    |
| Miglior opposto       | Miguel Gutiérrez   | Cuba       |
| Miglior schiacciatore | Miguel Ángel López | Cuba       |
| Miglior schiacciatore | Ezequiel Cruz      | Porto Rico |
| Miglior centrale      | Jonathan Martínez  | Messico    |
| Miglior centrale      | Mannix Román       | Porto Rico |
| Miglior libero        | Jesús Rangel       | Messico    |